# Raxao
Raxao es una variedad cultivar de manzano (Malus domestica) Esta manzana es originaria de Asturias y es una de las 76 variedades de manzana que se incluyen en la D.O.P. Sidra de Asturias. Está cultivada en la colección de manzanos asturianos del SERIDA.

## Características
El manzano de la variedad 'Raxao' tiene un vigor de elevado a muy elevado. Silueta de la estructura de ramificación (sistema de formación en eje): 7 a 12. Tipo de fructificación: II-III
Época de inicio de floración (promedio periodo 2005-2009): De floración muy tardía, mediados de la
primera decena de mayo.
La variedad de manzana Raxao tiene un fruto de diámetro mediano a grande (76-80 mm), altura 59 mm; relación altura-diámetro, bastante aplanada (0,76-0,85); posición diámetro máximo hacia el pedúnculo; acostillado interior de la cubeta ocular ausente o
muy débil a débil; coronamiento final del cáliz (o perfil de la cubeta) ligeramente ondulado u ondulado.
El fruto tiene predominio de forma aplanada globulosa.
Cavidad del pedúnculo: profunda con la anchura de la cubeta peduncular ancha, siendo la relación de la cubeta ocular-cubeta peduncular cilíndrica.
Pedúnculo muy corto (≤10 mm) a corto (11-15 mm). Con espesor del pedúnculo mediano.
Apertura de ojo, algo abierto o cerrado. Tamaño de ojo mediano. Profundidad de la cubeta ocular media a profunda y la anchura de la cubeta ocular es ancha. Coronamiento final del cáliz (perfil cubeta) ligeramente ondulado. Cantidad de "russeting" en cubeta ocular de baja a media.
La textura de la epidermis es lisa o cerosa; coloración de fondo amarillo verdoso; siendo el color de superficie naranja marrón y rojo con estrías rojas y rojo púrpura, con una intensidad de color oscura a media; tipo del color de superficie son placas continuas con
estrías. Siendo la cantidad de "russeting" en los laterales baja, y la cantidad de "russeting" en la cubeta peduncular alta.
Densidad de lenticelas es medianamente numerosas; siendo el tamaño de las lenticelas de pequeño a mediano; sin aureola o con aureola blanca; con el color del núcleo de la lenticela marrón.
Color de la pulpa crema y apertura de lóculos (en corte transversal) algo abiertos o cerrados.
Maduración se produce en la primera decena de noviembre.
Variedad de sabor dulce ligeramente amargo, por tanto con un contenido medio en fenoles. La manzana Raxao es de las más interesantes para elaborar sidra, pues tiene la acidez justa y una gran cantidad de jugo. Se utiliza en la producción de sidra.

## Rendimientos de producción
Tiene una entrada en producción algo lenta en especial en terrenos fuertes. Alcanza un buen nivel productivo >30 t/ha. Nivel de alternancia bastante elevado.
Rendimiento en mosto (l/100 kg): 70,3 ± 2,1. Azúcares totales (g/l): 93,3 ± 2,1. Acidez total (g/l H2SO4):  5,3 ± 0,7. pH: 3,3 ± 0,2. Fenoles totales (g/l ac. Tánico): 0,8 ± 0,2. Grupo tecnológico:Ácido.

## D.O.P.Sidra de Asturias
La Denominación de Origen Protegida (D.O.P.) sidra de Asturias se ha de elaborar exclusivamente con manzanas procedentes de parcelas asturianas inscritas en el “Consejo Regulador de la Denominación de Origen”, que es el organismo oficial que según el artículo 10 del reglamento (CEE 2081/92) acreditado para certificar que una sidra cumpla los requisitos establecidos en su reglamento para ser “Sidra de Asturias”.
En la actualidad (2018) cuenta con 31 lagares, 322 cosecheros y 843 hectáreas registradas y auditadas.

## Sensibilidades
Sensibilidad a hongos: Muy baja a monilia, y a chancro; baja al oidio; baja a media al moteado.